# جانفیسه ککو
جانفیسه ککو (آلبانیایی: Xhanfise Keko؛ ۲۷ ژانویه ۱۹۲۸ – ۲۲ دسامبر ۲۰۰۷) کارگردان و فیلم‌نامه‌نویس اهل آلبانی بود. او به‌عنوان نخستین و مهم‌ترین کارگردان زن آلبانیایی شناخته می‌شود.
ککو یکی از هفت بنیانگذار استودیو فیلم «نیو آلبانیا» در دهه پنجاه میلادی بود که امروزه «آلبافیلم-تیرانا» نامیده می‌شود. او نخستین کارگردان زن آلبانی بود و حدود ۲۵ فیلم مختلف را بین سال‌های ۱۹۵۲ تا ۱۹۸۴ کارگردانی کرد. از مهم‌ترین آثار او می‌توان به دو فیلم محصول سال ۱۹۷۵، بنی خودش راه می‌رود و تومکا و دوستانش اشاره کرد که هر دو موفق به کسب جوایزی در جشنواره فیلم جیفونی شدند. فیلم‌های او معمولاً مخاطبان کودک و نوجوان را هدف قرار می‌دادند. فیلم بنی خودش راه می‌رود به‌عنوان یکی از شاهکارهای سینمای آلبانی برشمرده می‌شود.

## زندگی
جانفیسه ککو در ژانویه ۱۹۲۸ در شهر گیروکاستر در جنوب آلبانی به دنیا آمد. او با اندری ککو کارگردان آلبانیایی ازدواج کرده بود و تئودور ککو (۱۹۵۸–۲۰۰۲) نویسنده مشهور آلبانیایی فرزند او بود. جانفیسه در ۲۲ دسامبر ۲۰۰۷ درگذشت.

## حرفه
با توجه به همزمانی فعالیت حرفه‌ای ککو با دوران خفقان حکومت کمونیستی انور خوجه، آثار او فراتر از تمجیدهای رایج از آرمان‌های کمونیستی، با نوآوری‌های شگفت‌انگیزی همراه‌اند. او با خلاقیت خود، مخاطب را ترغیب به دیدن لایه‌های پنهان در داستان و شخصیت‌های فردگرا و گاه غیرعادی فیلم‌هایش می‌کند. آثار او همزمان، هم از نظام وقت حمایت می‌کند و هم آن را به چالش می‌کشد. ساخته‌های او به ویژه فیلم‌های با موضوع کودکان، در سطحی عمیق‌تر آنچنان به بازنگری مفاهیم خانواده و جامعه پرداخته‌اند که به راحتی می‌شد آنها را خرابکارانه تلقی کرد.

## گزیده فیلم‌شناسی
- ۱۹۸۵: تاولانتی به دنبال یک خواهر
- ۱۹۸۳: کمی تأخیر
- ۱۹۸۱: آنگاه که فیلمی ساخته می‌شد
- ۱۹۷۶: صداهای جنگ
- ۱۹۷۵: بنی خودش راه می‌رود
- ۱۹۷۵: تومکا و دوستانش
- ۱۹۷۴: جوان‌ترین شهر جهان